# برنده‌ها و بازنده‌ها
برنده‌ها و بازنده‌ها (به انگلیسی: Winners & Losers) یک سریال استرالیایی است که از ۲۲ مارس ۲۰۱۱ تا ٢٠١۶ پخش شد. داستان مجموعه درباره زندگی چهار زن است که در دوران دبیرستان «بازنده»‌بوده‌اند و ده سال بعد باهم متحد می‌شوند و برنده لاتاری می‌شوند. این مجموعه با نام «برنده و بازنده» به فارسی دوبله و از شبکه من و تو پخش شده است.

## داستان
بک، جنی، فرانسیس و سوفی دوستانی قدیمی هستند که دوران سخت و عذاب‌آور دبیرستان را با تمام چالش‌هایش پشت سر گذاشته اند. حالا پس از ده سال زندگیشان تغییر کرده و حس آن بازندگان قدیمی را ندارند. اما زندگی چالش‌های بزرگ‌تری روبرویشان قرار خواهد داد که هیچ کدام از آنها تاکنون انتظار نداشته‌اند.

## جوایز
| سال  | جایزه                  | دسته‌بندی                                       | دریافت کننده       | نتیجه    |
| ---- | ---------------------- | ---------------------------------------------- | ------------------ | -------- |
| ۲۰۱۲ | جایزه اکتا             | بهترین برنامه تلویزیونی                        | برنده‌ها و بازنده‌ها | نامزدشده |
| ۲۰۱۲ | جایزه اکتا             | بهترین عملکرد بازیگر مرد                       | تام رن             | نامزدشده |
| ۲۰۱۲ | جایزهٔ لوجی             | جایزهٔ لوجی برای بهترین استعداد جدید            | ملیسا برگلند       | نامزدشده |
| ۲۰۱۲ | جایزهٔ لوجی             | محبوب‌ترین برنامه درام                          | برنده‌ها و بازنده‌ها | نامزدشده |
| ۲۰۱۲ | جایزهٔ لوجی             | جایزهٔ لوجی برای محبوب‌ترین استعداد زن جدید      | ملیسا برگلند       | برنده    |
| ۲۰۱۲ | جایزهٔ لوجی             | جایزهٔ لوجی برای محبوب‌ترین استعداد مرد جدید     | تام رن             | نامزدشده |
| ۲۰۱۴ | جایزه حقوق صاحبان سهام | برجسته‌ترین عملکرد یک گروه موسیقی در سریال درام | تمام بازیگران      | نامزدشده |
| ۲۰۱۴ | جایزهٔ لوجی             | محبوب‌ترین برنامه درام                          | برنده‌ها و بازنده‌ها | نامزدشده |